# St. Bonaventure (Nova Iorque)
St. Bonaventure é uma Região censo-designada localizada no estado americano de Nova Iorque, no Condado de Cattaraugus.

## Demografia
Segundo o censo americano de 2000, a sua população era de 2127 habitantes.

## Geografia
De acordo com o United States Census Bureau tem uma área de
5,5 km², dos quais 5,3 km² cobertos por terra e 0,2 km² cobertos por água.

## Localidades na vizinhança
O diagrama seguinte representa as localidades num raio de 16 km ao redor de St. Bonaventure.